# I.T. (película)
I.T. (Amenazados en la red en España Enemigo en la red en Chile y El intruso en México) es una película de suspense estadounidense dirigida por John Moore y escrita por Dan Kay y William Wisher. Está protagonizada por Pierce Brosnan, Stefanie Scott, Anna Friel, James Frecheville y Michael Nyqvist, y está producida por David T. Friendly y Beau St. Clair, que era el compañero de producción de Brosnan en la empresa de producción Irish DreamTime. La película saldrá en una edición limitada y a través de video en demanda el 23 de septiembre de 2016.

## Sinopsis
Mike Regan es un hombre hecho a sí mismo que lo tiene todo: una bella esposa, una hermosa hija adolescente y un hogar inteligente. Sin embargo pronto se encuentra a sí mismo en un mortal juego del gato y el ratón cuando Ed comienza a acechar a su hija y a usar la tecnología para amenazar a su familia, su negocio y su vida.

## Trama
Mike Regan es un magnate de la aviación hecho a sí mismo que vive en una casa inteligente de última generación, llena de tecnología moderna, con su esposa Rose y su hija de 17 años, Kaitlyn. La compañía de Mike está desarrollando una aplicación llamada "Omni Jet", que aumentará los negocios mientras que la compañía recauda el tan necesario capital financiero con una oferta de acciones. Sin embargo, requiere la aprobación de la Comisión de Valores de Estados Unidos (SEC).
En la compañía, Mike conoce a Ed Porter, un consultor de 28 años de tecnología de la información (TI) y lo llama para fijar la señal de Wi-Fi de su casa, de la cual su hija se queja es lenta. Porter también actualiza el sistema de posicionamiento global (GPS) en el coche de Mike y afirma que también trabajó en la Agencia de Seguridad Nacional (NSA) y había participado en un ejercicio militar en Kandahar.
Porter conoce a Kaitlyn y comienza una relación con ella a través de las redes sociales, pero Mike lo despide después de que Kaitlyn invitara a Porter a entrar en la casa; Esto termina su prometedora carrera en la empresa. Devastado, Porter comienza a acceder de forma remota a los datos privados de Mike y a su casa mientras los monitorea secretamente a través de las cámaras y dispositivos de seguridad en toda la casa. También espía a Kaitlyn y secretamente graba su masturbación en el cuarto de baño. 
Porter envía correos electrónicos falsos a los clientes de Mike ya la SEC, amenazando la supervivencia de la compañía. También toma el control total de la tecnología de la casa, lo que deja a la familia aterrorizada. Usa un correo electrónico falso para enviar los resultados falsos de la mamografía de Rose, diciendo que ella dio positivo en la prueba de cáncer de mama. Rose está muy angustiada, pero sus resultados de la prueba eran realmente negativos de acuerdo con su médico asistente. Después de que Mike se de cuenta de que Porter ha hecho esto, ataca a Porter y amenaza con matarlo si no se aleja de su familia.
Porter entonces sube el vídeo de Kaitlyn masturbándose en línea, inmediatamente capturando la atención de sus compañeros de escuela. Ella está mortificada y culpa a su padre por instalar la tecnología en su casa. Enfadado, Mike conduce a ver a Porter, pero también está siendo supervisado por Porter, quien le telefonea burlonamente a través del sistema de navegación para automóviles y le envía el video. Porter entonces activa remotamente el sistema del freno del coche, golpeando un vehículo estancado cercano y destruyendo el coche.
Mike solicita ayuda de Henrik, un experto en IT, que dice que Mike debe destruir toda la tecnología inteligente en la casa y eliminar sus correos electrónicos, cuentas bancarias y archivos de computadora. Henrik explica que el verdadero nombre de Porter es Richard Edward Portman y que su padre se suicidó cuando tenía seis años. También revela que nunca trabajó para la NSA, como afirmaba, y la fotografía de él con soldados en Kandahar era falsa. Para permitir que Mike obtenga evidencia del apartamento de Porter, Henrik crea una trampa al robar el teléfono de una camarera con la que Porter está obsesionado, y enviándole mensajes de texto, diciéndole que vaya a la cafetería. Mientras Porter se va, Mike se las arregla para robar las memorias flash que contienen la evidencia y escapar justo cuando Porter se da cuenta de que es una trampa. Comprendiendo que el hombre enmascarado que vio en su apartamento era Mike, lo acusa de asalto.
Después de que la policía lo libere, Mike regresa a casa para encontrar a Kaitlyn y Rose amarradas y amordazadas por Porter, que sostiene a la familia a punta de pistola. Porter dispara a una ventana y Mike golpea a Porter, quien agoniza mientras Mike sostiene la pistola en su pecho, pero Rose le pide a Mike que no dispare.
Algún tiempo después, los empleados de la compañía aplauden a Mike y a su familia por desarrollar la aplicación con éxito y su casa se restablece.

## Reparto
- Pierce Brosnan como Mike Regan.
- Stefanie Scott como Kaitlyn Regan.
- Anna Friel como Rose Regan.
- Michael Nyqvist
- James Frecheville como Ed Porter.
- Adam Fergus como Sullivan.[1]
- Jason Barry como Patrick.
- Clare-Hope Ashitey como Joan.

## Producción
La película fue anunciada por primera vez en octubre de 2013 como un thriller de venganza con Pierce Brosnan como cabeza de cartel el proyecto, que será financiado por Voltage Pictures y fue creada para ser dirigida por Stefano Sollima. En agosto de 2014, se reveló que John Moore sustituyó a Sollima como director de la película, y se encargó una reescritura total del guion por William Wisher. Stefanie Scott fue anunciada en abril de 2015 como la hija del personaje de Brosnan, y que la película iba a comenzar el rodaje en el mes de junio a finales de ese año en Irlanda. Un mes más tarde, en mayo, se informó de que Anna Friel, se unió al elenco como la esposa de Brosnan y que James Frecheville iba a interpretar al joven antagonista, con Michael Nyqvist uniéndose al elenco un par de días más tarde. Es la última película producida por Beau St. Clair antes de que ella muriera luchando contra el cáncer. El rodaje comenzó el 25 de junio de 2015, y finalizó el 29 de julio de 2015.

## Estreno
Los derechos de distribución norteamericanos de la película fueron adquiridos por RLJ Entertainment, con el objetivo de lanzar la película en una cantidad limitada de cines y de vídeos bajo demanda en septiembre de 2016. El tráiler de la película se estrenó en agosto de 2016.